# Fabbriche di Careggine

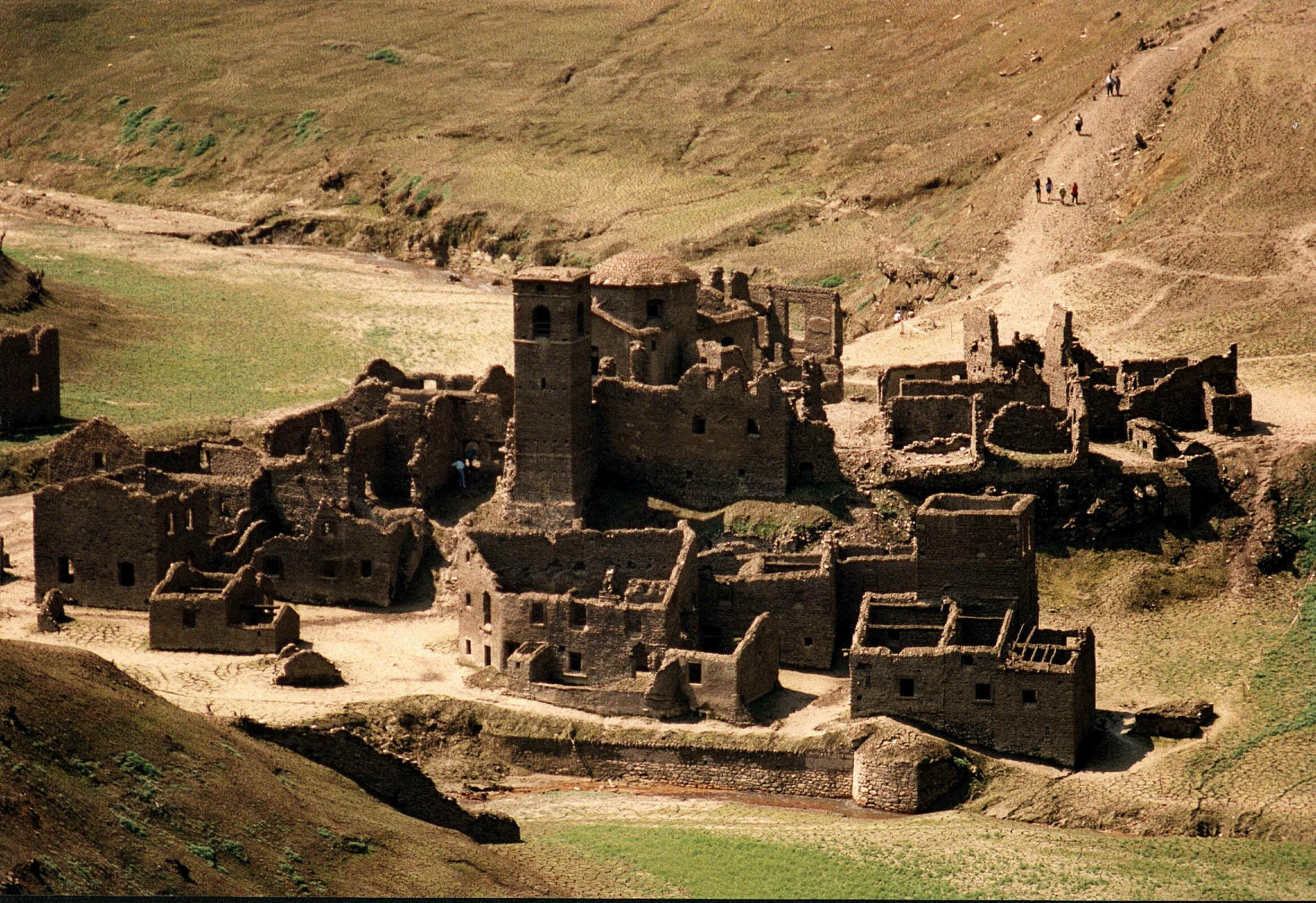
Ruinen von Fabbriche di Careggine, 1994

Fabbriche di Careggine ist ein Geisterdorf der italienischen Gemeinde Careggine in der Provinz Lucca.

## Geschichte
Der Ort wurde im 13. Jahrhundert durch Schmiede aus Brescia gegründet. 1947 musste der Ort von den Bewohnern verlassen werden, weil der am Edron liegende Ort dem künstlich angelegten Stausee Lago di Vagli zum Opfer fiel. Der Lago di Vagli ist der größte Stausee der Toskana, er befindet sich im Gemeindegebiet von Careggine und Vagli Sotto. Der Staudamm mit einer Höhe von 96 Meter wurde zwischen 1947 und 1953 errichtet, das Kraftwerk wird vom Elektrizitätsunternehmen ENEL betrieben.

## Auftauchen des Geisterdorfes
Für Wartungsarbeiten wird das Wasser des Stausees etwa alle zehn Jahre abgelassen. Dies geschah 1958, 1974, 1983 und 1994. Dann tauchen die Ruinen der 1590 erbauten Kirche San Teodoro und der umliegenden Wohnhäuser wieder auf und das paese fantasma („Geisterdorf“) wird zur Touristenattraktion. Anlässlich des letzten Auftauchens des Geisterdorfes aus den Fluten kamen rund eine Million Besucher aus der ganzen Welt angereist, um die Ruinen zu besichtigen. Das nächste Ablassen des Stauseewassers ist für das Frühjahr 2024 geplant.[veraltet]